# Vadinskij rajon
Il Vadinskij rajon (in russo Вадинский район?) è un rajon dell'Oblast' di Penza, nella Russia europea. Istituito nel 1928, il suo capoluogo è Vadinsk.